# البرقوم
البرقوم قرية في منطقة جبل سمعان في محافظة حلب في سوريا. تقع على بعد حوالي 27 كم جنوب مدينة حلب. هي قرية وادعة يعمل أهلها في الزراعة ويمر بها نهر قويق التي يستفيد منه السكان في ري أراضيهم الزراعية.
- أحمد آغا ابن عبد الرحمن آغا الجزّار المتوفی سنة 1276
أحمد آغا الشهیر بالجزار بن عبد الرحمن آغا الشهیر بالسیّاف بن محمد بن إبراهیم بن علی بن أحمد بن مصطفی بن حسن، السری ابن السری و الوجیه ابن الوجیه.، تعرف أسرته ببنی السیاف و هی من البیوتات القدیمة فی الشهباء.
و 
تلقی المترجم مبادی‌ء العلوم علی أفاضل عصره، ثم وجه عنایته إلی العلوم الروحانیة و علوم الهیئة و الفلک، فمهر بها و صار من النابغین المشار إلیهم فیها، و لصرف عنایته إلی هذه الفنون اقتنی و استنسخ کتبا کثیرة فیها، فصار لدیه منها و من غیرها کتب قیمة نادرة المثال، و اعتنی أیضا بشراء الآلات الفلکیة فحصل علی نفائس منها آل الجمیع إلی ولده محمود أفندی الجزار الذی تلقی عنه هذه العلوم و شارک فیها مشارکة حسنة کما سنذکره فی ترجمته إن شاء تعالی.
و وجدت عند بعض أحفاده مجموعة بخطه فیها جداول کثیرة لمعرفة التاریخ العربی و المسیحی و الإسرائیلی، و مسائل کثیرة تتعلق بعلم الأفلاک و بروجها و دلالات الکواکب علی البلدان وله ترجمات من
اللغة الفرنساویة إلی الترکیة فی مدینة قسطنطینیة و حول الرصد إلیها، و فی سنة 1261 ترجم إلی اللغة العربیة فی مدینة حلب الشهباء إلخ.
و کان له عنایة بعلم الرمل رأیت بخطه عدة أوراق تتعلق بذلک. و بالجملة فقد کان رجل علم و عمل، ذا همة فی التحبیر و التحریر، و لو أتیح له من یترجمه فی عصره خصوصا إذا کان من الواقفین علی هذه العلوم لأطال ذیل ترجمته و وفاها حقها.
و کان منزل المترجم کما قدمنا فی محلة الفرافرة، ثم حصل بینه و بین بعض بنی عمه نزاع دعاه أن یشتری دارا فی محلة باب قنسرین تعرف بقناق الجزار إلی الآن، ثم إنه وقفها سنة خمس و سبعین و مائتین و ألف علی سکنی ذریته و وقف علیهم ثلاث دور أخری و مصبغة و دکاکین. و کان یتعاطی الزراعة شأن معظم الوجهاء فی هذه البلاد و أثری منها، و کان یملک من القری السفیرة و تل عرن و تل حاصل و برقوم، ثم فی زمن السلطان عبد المجید أخذت منه القری الثلاث الأول و ملکت لسکانها من الفلاحین و خصص له راتب کان یتناوله مدة حیاته من الحکومة، و أبقی له قریة برقوم و هی فی ید أحفاده إلی الآن.
و لم یزل علی وجاهته و حرمته و انکبابه علی علومه المتقدمة إلی أن وافاه الأجل المحتوم سنة ألف و مائتین و ست و سبعین، و دفن فی الجبانة الخاصة بهذه العائلة و هی واقعة بین تربة الصالحین و تربة الشیخ السفیری.
أما هو فاشتهر بالجزار، و سبب ذلک کما حدثنی به بعض أحفاده نقلا عن الشیخ المعمر الشیخ محمد عاصم أن أحمد باشا الجزار الشهیر الذی کان حاکما فی عکا لما انتهی من حروبه مع نابلیون بونابرت قائد الجیوش الإفرنسیة و نال الشهرة بالظفر علی عدوه الطائر الصیت استدعاه السلطان سلیم خان الثالث سنة 1203 إلی الآستانة لیکافئه علی أعماله
التی قام بها و یغدق علیه من إنعاماته، فشد الرحال إلی دار السعادة من طریق البر، فمر بحلب فحل ضیفا عند والد المترجم عبد الرحمن آغا المشهور بالسیاف، و کان له منزل عظیم واسع فی حی الفرافرة یؤمه الکبراء و العظماء الذین یمرون من الشهباء، و کان سمح الید رحب الصدر، فصادف أثناء وجود أحمد باشا الجزار عنده أنه رزق غلاما، فجاءه البشیر بذلک و هو یسمر مع الباشا، فأظهر الباشا سروره و هنأه و اقترح علیه أن یسمی هذا الغلام (أحمد) و یلقبه (بالجزار) تذکارا لضیافته، فعمل عبد الرحمن آغا بمقتضی إشارة ضیفه الکریم، و منذ ترعرع کان والده و أهله یدعونه بالجزار، فصار لقبا له و لعقبه من بعده إلی الآن.
والبرقوم هو الاسم الشائع ويقال ان الاسم القديم للقرية هو بئر القوم.